# Comté de Marion (Virginie-Occidentale)
Pour les articles homonymes, voir Comté de Marion.
Le comté de Marion est un comté des États-Unis situé dans l’État de Virginie-Occidentale. En 2000, la population était de 56 598 habitants. Son siège est Fairmont. Le comté doit son nom à Francis Marion, général de la guerre d'indépendance des États-Unis, connu sous le surnom de « Renard des marais ». Le comté a été créé en 1842 avec des parties des comtés de Monongalia et Harrison.

## Principales villes
- Barrackville
- Fairmont
- Fairview
- Farmington
- Grant Town
- Mannington
- Monongah
- Pleasant Valley
- Rivesville
- White Hall
- Worthington